# Чжан Шуан
Чжан Шуан (кит. упр. 张爽, пиньинь Zhāng Shuǎng, род. 10 сентября 1986) — китайская спортсменка, конькобежец, участница зимних Олимпийских игр 2006, 2010 и 2014 годов. Бронзовый призёр зимних Азиатских игр 2007 года. Выступала за команду спортивной школы Цзилинь.

## Биография
Чжан Шуан с детства любила кататься на коньках в начальной школе, в родном Ичуне, благодаря своему отцу, который также был конькобежцем. Она была отобрана в команду по конькобежному спорту провинциальной спортивной школы в 2000 году.
На национальном уровне начала выступать в сезоне 2001/02. В феврале 2003 года принимала участие в чемпионате мира в классическом многоборье среди юниоров в японском Кусиро. Заняла на нём 21 место (хотя после дистанции 500 м шла четвёртой). В 2004 году дебютировала в Кубке мира, выступая в основном на спринтерской дистанции 500 метров. В 2004 и 2005 годах становилась 4-й в спринте на чемпионате Китая.
На чемпионате Азии 2005 года на отдельных дистанциях в Сибукаве завоевала две золотые медали на дистанции 500 и 1000 метров. Благодаря этому успеху вошла в состав олимпийской сборной Китая и выступила на зимних Олимпийских играх в Турине на дистанции 1000 метров, где стала 31-й. В 2007 году Чжан Шуан стала бронзовым призёром зимних Азиатских игр в Чанчуне. 
В том же году стала чемпионкой Китая в спринтерском многоборье и 2-й в беге на 500 м на отдельных дистанциях, а на спринтерском чемпионат мира в Хамаре заняла 12-е место. В 2008 году Чжан Шуан вновь попала на подиумы на чемпионате Азии, заняв 1-е место в забеге на 500 м и 3-е место на 1000 м, позже на чемпионат мира в Херенвене поднялась на 8-е место в спринте. 
На 11-х Зимних Национальных играх Китая выиграла "серебро" в спринтерском многоборье. На домашней для себя зимней Универсиаде 2009 года в Харбине выиграла серебряную медаль на дистанции 100 м и бронзовую на 500 м. Следом победила на чемпионате Китая на дистанциях 500 и 1000 м.
В сезоне 2009/10 она заняла 2-е место в спринте на национальном чемпионате и стала 12-й на чемпионат мира по спринтерскому многоборью в Обихиро. На Олимпиаде в Ванкувере пробилась в десятку сильнейших на пятисотметровке, став 7-й. 
В 2011 году Чжан выступала только на чемпионате Китая и заняла 3-е место на дистанциях 500 м, 1000 м и в многоборье спринта, а в 2012 году выиграла спринтерское многоборье. На 12-х Зимних играх Китая она заняла 5-е место в спринте. В октябре 2013 года квалифицировалась на олимпиаду 2014 года на дистанции 500 м, заняв 2-е место в национальном отборе. В феврале 2014 года на зимних Олимпийских играх в Сочи заняла на дистанции 500 м 31-е место.

## Личная жизнь
Чжан Шуан любит слушать музыку, путешествовать.